# ماروین بل
ماروین بل (انگلیسی: Marvin Bell; ۳ اوت ۱۹۳۷ – ۱۴ دسامبر ۲۰۲۰) شاعر اهل ایالات متحده آمریکا بود.
وی همچنین برندهٔ جوایزی همچون کمک‌هزینه گوگنهایم و برنامه فولبرایت شده‌است.